# مونتي روبنز
مونتي روبنز (بالإنجليزية: Monte Robbins)‏ هو لاعب كرة قدم أمريكية أمريكي، ولد في 19 سبتمبر 1964 في غريت بيند في الولايات المتحدة.